# Tour of Scotland 1975
Das Etappenrennen für Amateure Tour of Scotland 1975 (auch Scottish Milk Race) führte im Juli über fünf Etappen und 783 Kilometer. Es war die 18. Austragung der Tour of Scotland. Die Rundfahrt war Bestandteil des Rennkalenders der Association Internationale des Organisateurs de Courses Cyclistes (AIOCC) in der Union Cycliste Internationale (UCI). Gesamtsieger wurde Mieczysław Nowicki aus Polen.

## Teilnehmer
Am Start standen 54 Radrennfahrer aus sieben Ländern. Beteiligt waren Nationalmannschaften aus der DDR, Großbritannien, Frankreich, Polen, Dänemark, Irland, den Niederlanden und der Schweiz. Dazu kamen Nachwuchsteams aus Schottland und Großbritannien. Die DDR startete mit Hans-Joachim Hartnick, Michael Schiffner, Karl-Dietrich Diers, Bernd Drogan, Gerhard Lauke und Wolfram Kühn.

## Rennen
Veranstalter war der schottische Radsportverband. Die Gesamtdistanz betrug 760 Kilometer, wobei es keinen Ruhetag gab. Es wurde ein Einzelzeitfahren ausgetragen. Die Rundfahrt wurde von der polnischen Mannschaft dominiert. Sie hatte am Ende sechs Fahrer unter den besten Sechs und vier von fünf Etappen gewonnen. 46 Fahrer kamen ins Ziel. Von den DDR-Fahrern wurde Michael Schiffner 8., Bernd Drogan 14., Hans-Joachim Hartnick 16. und Karl-Dietrich Diers 17. in der Gesamtwertung.

## Etappen
1. Etappe Glasgow–Ayr 145 Kilometer: Sieger Stanisław Szozda, Polen
2. Etappe Ayr–Dumfries 158 Kilometer: Sieger Ryszard Szurkowski, Polen
3. Etappe Dumfries–Galashiels 155 Kilometer: Sieger Stanisław Boniecki, Polen
4. Etappe Galashiels–Leven (Fife) 145 Kilometer: Ryszard Szurkowski, Polen
5. Etappe Leven (Fife)–Dunbar 180 Kilometer: Frits Pirard, Niederlande

## Ergebnis
| Platz | Name               | Mannschaft | Zeit       |
| ----- | ------------------ | ---------- | ---------- |
| 1.    | Mieczysław Nowicki | Polen      | 18:57:13 h |
| 2.    | Ryszard Szurkowski | Polen      | + 0:49 min |
| 3.    | Tadeusz Mytnik     | Polen      | + 2:45 min |
| 4.    | Bruno Wolfer       | Schweiz    | + 2:52 min |
| 5.    | Stanisław Szozda   | Polen      | + 3:00 min |
| 6.    | Tadeusz Zawada     | Polen      | + 3:14 min |